# Bambusa multiplex
Bambusa multiplex o Bambusa glaucescens, és un Bambú tropical mitjà, naturalitzat a Europa.

## Característiques
Cespitos. És un dels més resistents al fred del gènere Bambusa. Fulles gris platejat en la cara inferior. Puntes de les canyes tombants. Els brots joves surten a l'estiu acabant de créixer a la tardor i desenvolupen les seves branques a la primavera. Encara que aquest bambú i les seves varietats Alphonse Karr i Golden goddess arriben a en molt bones condicions altures respectables, rarament sobrepassa els 3 m. d'altura en clima temperat càlid.

## Exigències
Encara que resisteix fins a -9 °C, està millor en espais abrigats.

## Ús
La densitat del follatge fa que s'empri de pantalla. Un bambú tropical que resisteix bé el fred.